# NGC 6940
NGC 6940 (również OCL 141) – gromada otwarta znajdująca się w gwiazdozbiorze Liska. Odkrył ją William Herschel 17 lipca 1784 roku. Jest położona w odległości ok. 2,5 tys. lat świetlnych od Słońca.